# TextEdit

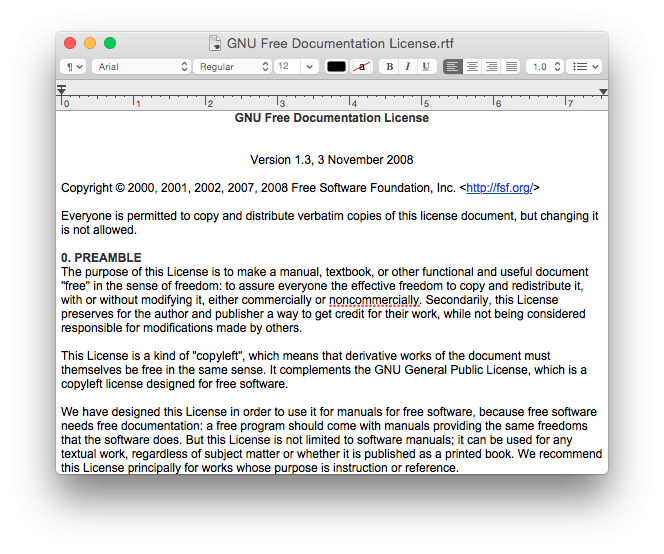
Imagem ilustrativa

TextEdit ou Editor de Texto (nas versões traduzidas para o Português) é um simples  e de código aberto editor de textos e processador de texto de Mac OS X. Substituiu o editor de texto de versões antigas dos sistemas operacionais Macintosh, SimpleText.
Primeiro apresentado no NeXT, NEXTSTEP e OPENSTEP. É distribuído atualmente com o Mac OS X, desde a aquisição pela Apple, Inc. da NeXT e disponível como uma aplicação GNUstep para outros sistemas compatíveis UNIX como Linux. É provido por Apple Advanced Typography e tem recursos avançados de tipografia não encontrados por vezes em processadores de texto topo-de-linha como Microsoft Word.
TextEdit lê e escreve documentos em formatos Rich Text Format, Rich Text Format Directory e texto puro/texto plano, além de formatos do Word e HTML e pode abrir (mas não salvar) documentos antigos do SimpleText.
Tem acesso ao serviço de correção ortográfica e gramatical do sistema operacional. A versão incluída no Mac OS X v10.3 adicionou habilidade de ler e escrever documentos no formato Word, e a versão Mac OS X v.10.4 a habilidade de ler e escrever documentos Word XML. A versão incluída no Mac OX v.10.5 (Leopard) inclui suporte de leitura/escrita do formato OpenDocument.

## Easter egg
A versão do logotipo em alta resolução do TextEdit  para Mac OS X v10.5 destaca as palavras da publicidade Think Different (1997-2002) da Apple.